# 바일 방정식
양자장론에서 바일 방정식(영어: Weyl equation)은 질량이 없는 페르미온을 나타내는 파동 방정식이다. 헤르만 바일의 이름을 땄다.

## 정의
바일 방정식은 다음과 같다.
{\displaystyle \sigma ^{\mu }\partial _{\mu }\psi =0}
이는 명백하게 SI 단위계를 따른다:
{\displaystyle I_{2}{\frac {1}{c}}{\frac {\partial \psi }{\partial t}}+\sigma _{x}{\frac {\partial \psi }{\partial x}}+\sigma _{y}{\frac {\partial \psi }{\partial y}}+\sigma _{z}{\frac {\partial \psi }{\partial z}}=0}
여기서,
{\displaystyle \sigma _{\mu }=(\sigma _{0},\sigma _{1},\sigma _{2},\sigma _{3})=(I_{2},\sigma _{x},\sigma _{y},\sigma _{z})}
는 성분이 μ = 0에 대해 2 × 2 단위행렬이고 μ = 1,2,3에 대해 파울리 행렬인 4차원 벡터이며, ψ는 바일 스피너의 파동함수이다.

### 바일 스피너
요소 ψL 와 ψR는 상대적으로 각각에 대해 오른쪽과 왼쪽으로 다루어지는 파울리 행렬이다. 두 개의 요소가 가진 형태는
{\displaystyle \psi ={\begin{pmatrix}\psi _{1}\\\psi _{2}\\\end{pmatrix}}=\chi e^{-i(\mathbf {k} \cdot \mathbf {r} -\omega t)}=\chi e^{-i(\mathbf {p} \cdot \mathbf {r} -Et)/\hbar }}이며
이때
{\displaystyle \chi ={\begin{pmatrix}\chi _{1}\\\chi _{2}\\\end{pmatrix}}}
가 연속적인 2성분 스피너이다.
입자들이 질량이 없기 때문에 운동량 p의 크기는 직접적으로 파수 벡터 k에 연관된다.(이는 드 브로이 관계로 인해 가능하다.)
{\displaystyle |\mathbf {p} |=\hbar |\mathbf {k} |=\hbar \omega /c\,\rightarrow \,|\mathbf {k} |=\omega /c}
이 방정식은 오른손 및 왼손 스피너의 관점에서 다음과 같이 쓸 수 있다．
{\displaystyle {\begin{aligned}&\sigma ^{\mu }\partial _{\mu }\psi _{R}=0\\&{\bar {\sigma }}^{\mu }\partial _{\mu }\psi _{L}=0\end{aligned}}}

### 헬리시티
손지기 성분은 입자들의 헬리시티 λ에 일치한다.(J는 각운동량으로 직선적 운동량 P위에 있다)
{\displaystyle \mathbf {p} \cdot \mathbf {J} \left|\mathbf {p} ,\lambda \right\rangle =\lambda |\mathbf {p} |\left|\mathbf {p} ,\lambda \right\rangle }
여기서 {\displaystyle \lambda =\pm 1/2}이다.

## 유도
이는 민코프스키 시공간에서의 대칭성으로 유도된다.

## 같이 보기
- 디락 방정식 (질량이 있는 스핀 1/2 입자들을 설명한다.)
- 각운동량
- 운동량
- 스핀